# Gustaf Macklean
Gustaf Macklean, född 12 juni 1744, död 19 februari 1804 i Stockholm, var en svensk friherre, militär och politiker. Han var bror till den svenske jordbruksreformisten Rutger Macklean.

## Biografi
Gustaf Mackleans släkt i Sverige går tillbaka till storköpmannen Hans Macklier i Göteborg i början av 1600-talet. Hans far Rutger Macklier – efternamnet ändrades 1783 – var en officer i Karl XII:s armé som efter nederlaget vid Poltava 1709 tvingades i fångenskap i Sibirien.
Gustaf Macklean valde den militära banan och 1782 var han kapten vid Livgardet. Hanrblev senaresmarherre hos hertig Karl, den blivande Karl XIII. Han delade sin bror Rutgers politiska uppfattning deltog vid Riksdagen 1789 där han tillhörde de adelsmän ur oppositionen som arresterades på order av kung Gustav III den 20 februari 1789, inför kungens plan på att genomdriva Förenings- och säkerhetsakten. Macklean sattes i förvar på Fredrikshovs slott och han släpptes först den 29 april samma år.
Gustaf Macklean gifte sig 1796 med Eva Helena Löwen, som var Arvid Horns dotterdotter. Hon var änka efter Fredrik Ribbing och mor till kungamördaren Adolf Ludvig Ribbing.
År 1993 visade Sveriges Television en serie i två avsnitt med namnet Macklean där Gustaf Macklean figurerar. Rollen spelades av skådespelaren Anders Beckman. Serien repriserades 1999 och var då omklippt till fyra avsnitt.